# Tomasz Stańko
Tomasz Ludwik Stańko (Rzeszów, 1942. július 11. – Varsó, 2018. július 29.) lengyel trombitás, zeneszerző.

## Pályakép
Az egyik legeredetibb dzsesszzenész volt.
1962-ben alapította meg az egyik első európai free jazz együttest, a Jazz Daringsot. 1963-ban Krzysztof Komeda meghívta kvintettjéhez.
1967-ben megalapította a Tomasz Stańko kvartettet, majd kvintettet, amely a lengyel jazztörténet egyik legfontosabb együttese lett.
Számos külföldi zenésszel játszott, így például Cecil Taylor amerikai  zongoristával, Enrico Rava olasz trombitással, Peter Warren nagybőgőssel, Don Cherry trombitással.
Magyarországon 2007-ben a Debreceni Jazznapokon, 2008-ban a budapesti Művészetek Palotájában koncertezett. Filmekhez, színházi előadáshoz is szerzett zenét.
2003-ban Európai Dzsessz Díjat kapott, elsőként a lengyel zenészek közül.

## Lemezek
(válogatás)
- 1961: Jazz Jamboree ’61
- 1965: Astigmatic (Krzysztof Komeda Quintet)
- 1970: Music for K (közreműködők: Zbigniew Seifert, Janusz Muniak, Bronisław Suchanek, Janusz Stefański)
- 1975: Balladyna
- 1984: Lady Go
- 1987: Live at Montreux Jazz Festival
- 1989: Tomasz Stańko: Polish Jazz
- 1989: Chameleon
- 1993: Goodbye Maria
- 1993: Bosonossa and Other Ballads
- 1999: From the Green Hill
- 1997: Litania
- 2002: Soul of Things
- 2002: Suspended Night
- 2005: Wolność W Sierpniu (Freedom in August)
- 2006: Lontano
- 2009: Dark Eyes
- 2013: Wisława
- 2017: December Avenue